# دو سانگ وو
دو سانگ وو (کره‌ای: 도; هانجا: 상; لاتین‌نویسی اصلاح‌شده: 우؛ زادهٔ ۲۵ دسامبر ۱۹۸۷) بازیگر و مدل اهل کره جنوبی است. شهرت او پس از ایفای نقش به عنوان کاراکتر دوست‌پسر گونگ هیو جین در مشکلی نیست این عشقه (۲۰۱۴) افزایش پیدا کرد.

## زندگی شخصی
دو سانگ وو در ۵ آوریل ۲۰۱۶ سربازی خود را آغاز کرد.

## فیلم‌شناسی

### مجموعه تلویزیونی
| سال       | عنوان                   | نقش           | توضیحات      |
| --------- | ----------------------- | ------------- | ------------ |
| ۲۰۱۱      | گل پسر رشته فروش        | دوست چا چی سو |              |
| ۲۰۱۴      | مشکلی نیست این عشقه     | چوی هو        | [ ۴ ]        |
| ۲۰۱۴      | ۴ جادوگر افسانه‌ای       | ما دو جین     |              |
| ۲۰۱۵      | باشگاه دوست‌دختران سابق  | جو گون        | [ ۵ ]        |
| ۲۰۱۵      | دختر من گوم ساوول       | جو سه هون     |              |
| ۲۰۱۸      | لبخند پر کشیده از نگاهت | جانگ وو سونگ  | [ ۶ ]        |
| ۲۰۱۹      | ملکه: عشق و جنگ         | لی جه هوا     | [ ۷ ]        |
| ۲۰۲۰      | فروشگاه ست بیول         | جو سونگ جون   |              |
| ۲۰۲۱      | سرآستین قرمز            | شاهزاده سادو  | حضور افتخاری |
| ۲۰۲۱–۲۰۲۲ | یکه و تنها              | جو شی یونگ    | [ ۹ ]        |
| ۲۰۲۲–۲۰۲۳ | کیمیای روح              | سو یون آه     | بخش ۲        |

### برنامه تلویزیونی
| سال  | عنوان      | توضیحات                         |
| ---- | ---------- | ------------------------------- |
| ۲۰۱۴ | استایل لاگ | میزبان                          |
| ۲۰۱۵ | قانون جنگل | عضو گروه بازیگران (قست ۱۷۱–۱۷۷) |

## جوایز و نامزدی‌ها
| سال  | مراسم جوایز                      | دسته                                        | نامزد / اثر       | نتیجه    |
| ---- | -------------------------------- | ------------------------------------------- | ----------------- | -------- |
| ۲۰۱۵ | دهمین جوایز مدل آسیا             | جایزه فشنیستا                               | دو سانگ وو        | برنده    |
| ۲۰۱۵ | سی و چهارمین جوایز درامای ام‌بی‌سی | بهترین بازیگر تازه‌کار در یک درام پروژه ویژه | دختر من گوم ساوول | نامزدشده |